# Saint-Mars-de-Locquenay
Saint-Mars-de-Locquenay är en kommun i departementet Sarthe i regionen Pays de la Loire i nordvästra Frankrike. Kommunen ligger i kantonen Bouloire som tillhör arrondissementet Mamers. År 2022 hade Saint-Mars-de-Locquenay 555 invånare.

## Befolkningsutveckling
Antalet invånare i kommunen Saint-Mars-de-Locquenay
| Referens: INSEE |